# Johann-Günther König
Johann-Günther König (* 15. August 1952 in Bremen) ist ein deutscher Schriftsteller und Publizist. Er lebt und arbeitet in Bremen und Klein Siemen, OT von Kröpelin.

## Biografie

### Ausbildung und Beruf
König verbrachte seine Jugend im Realschulinternat Langeoog. Nach dem Fachabitur studierte er in Bremen Sozialpädagogik. Ab Ende der 1970er Jahre arbeitete er an Projekten im Rahmen der internationalen Kinderkulturforschung unter Leitung von Heinz Hengst mit. Zugleich erschienen seine ersten literarischen Arbeiten. Nach der staatlichen Anerkennung als Diplom-Sozialpädagoge erhielt er 1986 die Möglichkeit, ohne Nachweis eines achtsemestrigen Studiums zum Dr. phil. zu promovieren.
Von 1987 bis 2000 wirkte König als Vertriebsmanager und Geschäftsführer für internationale Unternehmen im Bereich der Telekommunikation/Elektronik. Im Jahr 2000 gründete er mit Hajo König die Firma König und König für Kommunikation und Gestaltung.
Seit 1975 veröffentlicht König Gedichte, Prosa, literarische Reiseführer und Sachbücher – seit den 1980er Jahren widmet er sich überwiegend kulturhistorischen und politökonomischen Themen. Er veröffentlicht Artikel in den Halbjahresblättern für Literatur der Moderne Flandziu, in Zeitungen wie dem Weser-Kurier und anderen Organen mehr, wirkt als Herausgeber und schreibt Beiträge für Sammelbände.
Er ist in zweiter Ehe verheiratet mit Doris Heitkamp-König.

### Auszeichnungen
- 1984: Reisestipendium des Auswärtigen Amtes
- 1984: Bremer Förderpreis für Jugendarbeit
- 1985: Amsterdam-Stipendium der Stichting Culturelle Uitvisseling
- 1984–1986: Promotionsstipendium der Friedrich-Ebert-Stiftung

### Weitere Ämter
König ist Mitglied der deutschen Sektion von PEN International und im Verband Deutscher Schriftsteller (in ver.di). Von den 1980er Jahren bis 2010 betätigte er sich in Vorstandsfunktionen; von 2004 bis 2010 als 1. Vorsitzender des VS-Landesverbandes Niedersachsen/Bremen; er war bis 2011 zudem.langjähriges Mitglied des geschäftsführenden Vorstandes des ver.di Landesbezirksfachbereiches Medien, Kunst und Industrie in Niedersachsen-Bremen. Von 2015 bis 2018 wirkte er – nach langjähriger Geschäftsführertätigkeit – als Vorsitzender des Fördererkreises deutscher Schriftsteller in Niedersachsen und Bremen.
1983 gehörte König zu den Mitbegründern des Bremer Literaturkontors. Bis 2005 nahm er als Beisitzer sowie zuletzt als Vorsitzender an der literaturfördernden Arbeit des Kontors teil. Darüber hinaus arbeitete er von 1984 bis 2007 in der Jury für den Bremer Kinder- und Jugend-Literaturpreis mit.
1985 rief König mit anderen Interessierten die Friedo-Lampe-Gesellschaft e. V. mit Sitz in Bremen ins Leben, und wurde ihr 1. Vorsitzender. Die Gesellschaft wurde 2016 aufgrund der erfüllten Ziele wieder aufgelöst. Seit 2017 ist König Schriftführer des Kulturvereins Klein Siemen; seit 2022 Stellv. Vorsitzender vom Freundeskreis der Staats- und Universitätsbibliothek Bremen.

## Werke (Auswahl)
- Verlieren ist kein Schicksal. Gedichte in Prosa. Verlag Atelier im Bauernhaus, Fischerhude 1976
- Norderney – Porträt einer Insel. Verlag Atelier im Bauernhaus, Fischerhude 1977
- Stellungswechsel. Gedichte und Prosa. Verlag Atelier im Bauernhaus, Fischerhude 1978
- Das Bremer Blockland. Brockkamp, Bremen 1980
- Die streitbaren Bremerinnen, 6 Biographien. Brockkamp, Bremen 1981
- Die feine Bremer Art. Anmerkungen zur bremischen Sittengeschichte. Brockkamp, Bremen 1982
- Fischerhude. Die Geschichte eines Dorfes. Brockkamp, Bremen 1983
- Künstler in Fischerhude (mit Günter Busch, Gerhard Gerkens, Jürgen Schultze). Brockkamp, Bremen 1983
- Institutionen für fiktive Adressaten. Zur Funktion der Kinder- und Jugendbibliotheken im Kommunikationsprozeß. Bock + Herchen, Bad Honnef 1986
- Das große Buch des bremischen Humors. Schünemann Verlag, Bremen 1987 u. 2. Aufl. 1989
- Kinner mit’n Willen kriegt wat vör de Billen. Bremer Kindheiten, Schünemann Verlag, Bremen 1989
- Mit Bernhard Gleim: Goethe und die Heringe aus Bremen. Neue Geschichten aus einer alten Hansestadt. Schünemann Verlag, Bremen 1989 u. 2. Aufl. 1991
- Heini Holtenbeen, Fisch-Luzie und andere Bremer Originale – Ein Wiederbelebungsversuch. Brockkamp, Bremen 1990
- Bremen im Spiegel der Literatur. Ein Hand- und Lesebuch. Schünemann Verlag, Bremen 1991
- Bremen von A‑Z. Compact, München 1992
- Wem nutzt Europa? Kellner Verlag, Bremen 1994, ISBN 978-3-927155-22-0
- Peanuts für die Hai-Society. Roman. Kellner Verlag, Bremen 1996, ISBN 978-3-927155-26-8
- Alle Macht den Konzernen. Das neue Europa im Griff der Lobbyisten. Rowohlt, Reinbek 1999
- Bremen in aller Welt. Kellner Verlag, Bremen 1999, ISBN 978-3-927155-79-4
- Bremen – Literarische Spaziergänge. Insel Verlag, Frankfurt/M. 2000, ISBN 3-458-34321-0
- Börse – Aktien und Akteure, Mit Manfred Peters. Suhrkamp, Frankfurt/M. 2001
- Friedo Lampe: Von Tür zu Tür. Phantasien und Capriccios. Mit einem Nachwort hrsg. von Johann-Günther König. Wallstein Verlag, Göttingen 2002. (dtv, München 2005)
- Finanzkriminalität – Geldwäsche, Insidergeschäfte, Spekulation. Suhrkamp Verlag, Frankfurt am Main 2003
- Von Pub zu Pub in London und Südengland. Eine literarische Kneipentour. Insel Verlag, Frankfurt am Main / Leipzig 2003, ISBN 3-458-34588-4
- Irish Pubs – Ein Reisebegleiter durch Irland. Insel Verlag, Frankfurt am Main 2004
- Die Lobbyisten – Wer regiert uns wirklich. Patmos, Düsseldorf 2007
- Friedrich Engels – Die Bremer Jahre 1838–1841. Kellner, Bremen 2007, ISBN 978-3-927155-91-6
- Was hat das große Geld mit uns vor. Patmos, Düsseldorf 2008
- Die Autokrise. zu Klampen, Springe 2009, ISBN 978-3-86674-046-4
- Der Bremer Freimarkt. Die Schausteller und ihr Publikum. Kellner Verlag, Bremen 2010, ISBN 978-3-939928-44-7
- Die Geschichte des Automobils. Reclam, Stuttgart 2010, ISBN 978-3-15-020214-2
- Bremen. Hoffmann und Campe, Hamburg 2012, ISBN 978-3-455-50233-6
- Zu Fuß. Eine Geschichte des Gehens. Reclam, Stuttgart 2013, ISBN 978-3-15-020297-5
- Mit Rudolf Hickel: Euro stabilisieren, EU demokratisieren. Kellner, Bremen 2014, ISBN 978-3-95651-025-0
- Pubs in London. Eine literarische Kneipentour. E-Book (iBookstore; Googleplay), strombuch, Bremen 2014
- Das große Geschäft. Eine kleine Geschichte der menschlichen Notdurft. zu Klampen, Springe 2015, ISBN 978-3-86674-515-5
- Die spinnen, die Briten. Das Buch zum Brexit. Rowohlt, Reinbek 2016, ISBN 978-3-499-63267-9
- Der Osterdeich. Geschichte und Geschichten. Kellner Verlag, Bremen 2016
- Mit Martin Stöver: Bremen Highlights. Schünemann Verlag, Bremen 2016
- Fahrradfahren. Von der Draisine bis zum E-Bike, Reclam, Stuttgart 2017
- Josef Kastein: Pik Adam, Kriminalroman. Mit einem Nachwort hrsg. von Johann-Günther König. Kellner Verlag, Bremen 2017
- Pünktlich wie die Deutsche Bahn? Eine kulturgeschichtliche Reise bis in die Gegenwart. zu Klampen, Springe 2018, ISBN 978-3-86674-576-6
- Friedo Lampe. Eine Biographie. Wallstein Verlag, Göttingen 2020
- Gewinn ist nicht genug! 21 Mythen über die Wirtschaft, die uns teuer zu stehen kommen (zusammen mit Rudolf Hickel, Hermannus Pfeiffer). Rowohlt Hamburg 2021, ISBN 978-3-499-00533-6.
- Klein Siemen – Eine slawische Siedlung macht Geschichte. Mit erhellenden Berichten des Bremer Gutsherrn Johann Gildemeister (1784–1844), Edition Temmen, Bremen 2022, ISBN 978-3-8378-4067-4
- Diese Stadt ist echt, und echt ist selten. Bremen und Bremerhaven in der Literatur. Wallstein Verlag, Göttingen 2023, ISBN 978-3-8353-5344-2
- Mit Hajo König: Lost & Dark Places Bremen & Bremerhaven. 33 vergessene, verlassene und unheimliche Orte. Bruckmann Verlag, München 2023, ISBN 978-3-7343-2546-5
- Mit Heiko Postma: BLOOMSDAY. Stockbesoffen vom Porter oder: Dubliner Pubs, wie sie im Ulysses stehen. JMB Verlag, Hannover 2024, ISBN 978-3-95945-250-2
- Bremer Denkwürdigkeiten. Ein illustriertes Stadtbuch. Kellner Verlag, Bremen 2024, ISBN 978-3-95651-448-7
- Anschluss verpasst! Die Krise der deutschen Bahn. zu Klampen, Springe 2024, 2. Aufl. ISBN 978-3-98737-022-9
- [Herausgeber:] Berichte des Mecklenburger Gutsherrn Johann Gildemeister aus dem frühen 19. Jahrhundert. CW Nordwest Media, Grevesmühlen 2024, ISBN 978-3-946324-83-6